# Mammillaria lasiacantha
Mammillaria lasiacantha (укр. Мамілярія волосистоколючкова, Мамілярія ласіаканта) — сукулентна рослина з роду мамілярія (Mammillaria) родини кактусових (Cactaceae).

## Назва

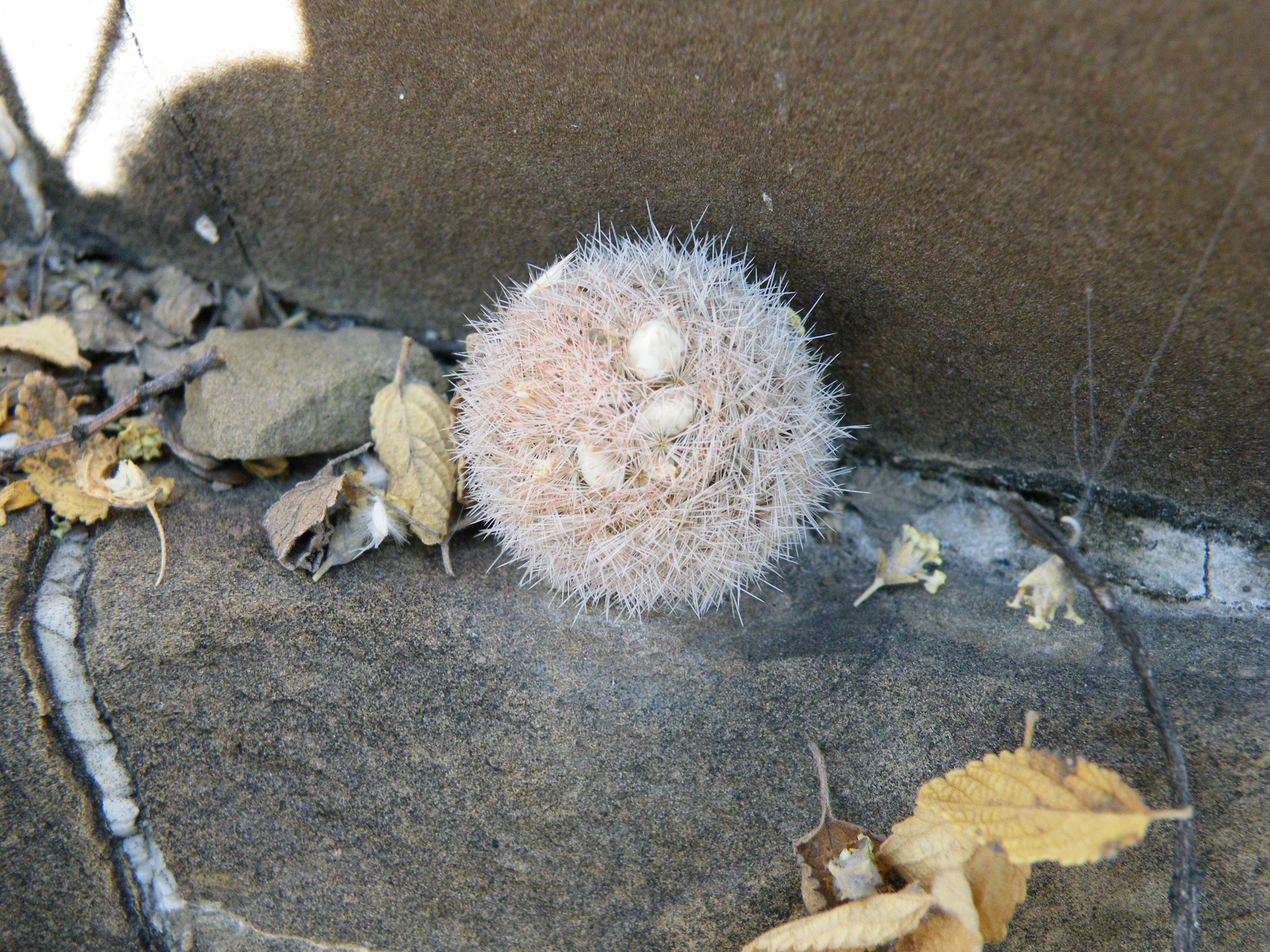
Mammillaria lasiacantha в Паррас-де-ла-Фуенте, Коауїла

Видова назва походить від лат. Lasiacanthus — волосистоколючковий, косматоколючковий
Місцеве населення називає цю рослину — «колючий м'ячик для гри в гольф» (англ. Golf-ball pincushion), або «кактус з мереживними колючками» (англ. Lace-spine cactus).

## Ареал і екологія
Ареал зростання Mammillaria lasiacantha охоплює Мексику — штати Чіуауа, Коауїла, Дуранго, Сакатекас і південні штати США — Аризону і захід штату Техас. Повідомлялося також про зростання цього виду в Нью-Мексико. Зростає на вапнякових ґрунтах пагорбів і плоскогір'я в пустельній середовищі існування на висоті 700 — 2 400 метрів над рівнем моря.

## Морфологічний опис
Рослини зазвичай поодинокі, іноді кластеризуються.
| Орган              | Опис |
| Коріння            | |
| Стебло             | маленьке, кулясте до яйцеподібного, іноді коротко-циліндричне, в діаметрі 1,5-2,5 см.                   |
| Епідерміс          | сіро-зеленого відтінку.                                                                                 |
| Маміли             | циліндричні, зовні з молочним соком.                                                                    |
| Ареоли             | |
| Аксили             | голі.                                                                                                   |
| Центральні колючки | немає.                                                                                                  |
| Радіальні колючки  | 26-80, в окремих рядах, від білого до рожево-кремового відтінку, іноді звалені, завдовжки 3-5 мм.       |
| Квіти              | білі, з червоними центральними прожилками на пелюстках, до коричневих, до 13 мм завдовжки і в діаметрі. |
| Плоди              | яйцеподібні до булавоподібних, червоні, завдовжки 12-20 мм.                                             |
| Насіння            | чорне.                                                                                                  |

## Чисельність, охоронний статус та заходи по збереженню

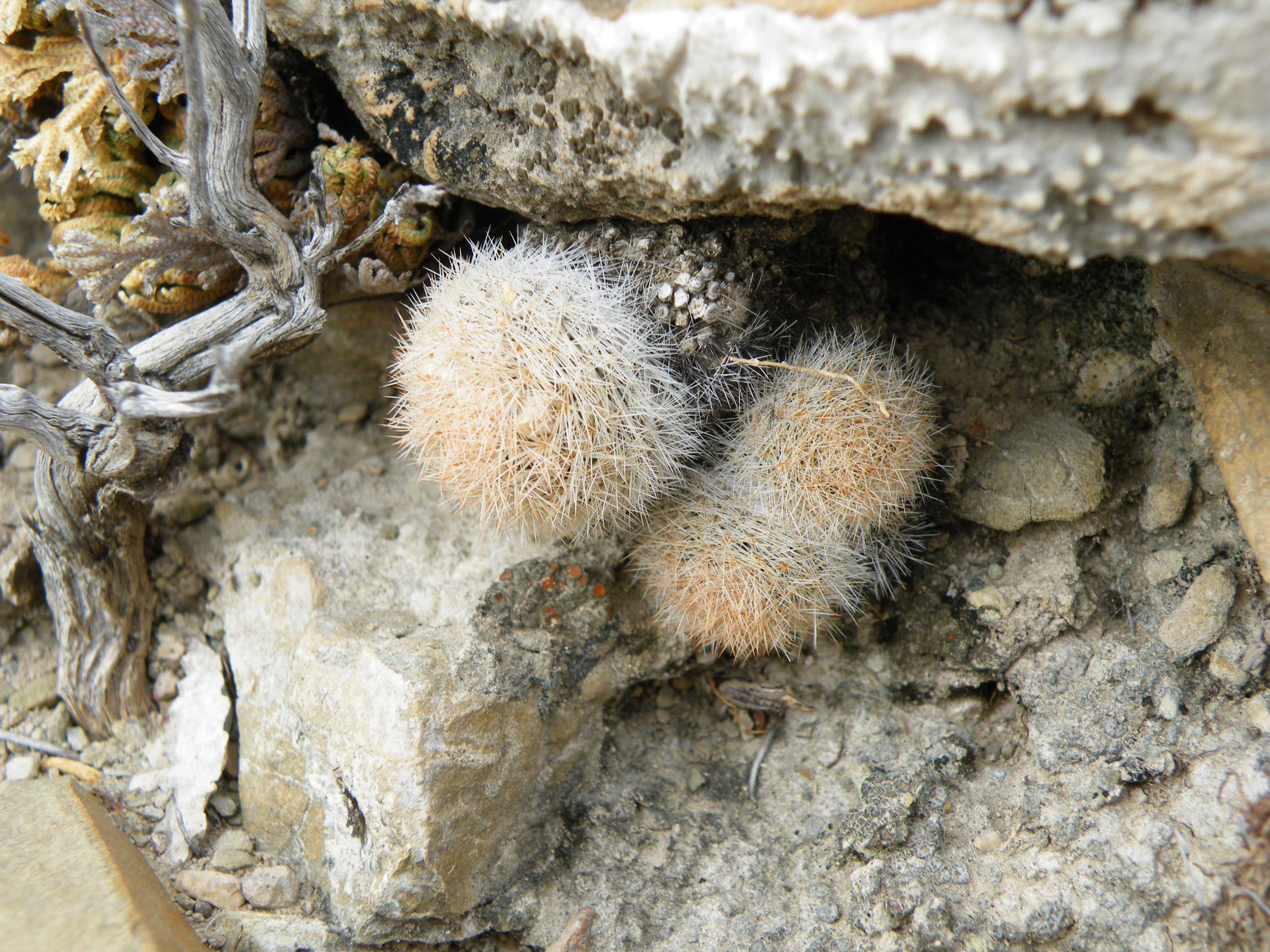
Mammillaria lasiacantha на вапнякових ґрунтах у природному середовищі

Mammillaria lasiacantha входить до Червоного списку Міжнародного союзу охорони природи видів, з найменшим ризиком (LC).
Вид широко поширений, популяції чисельні і стабільні. Загрози для цього виду являють незаконний збір для торгівлі і, можливо, зміни в землекористуванні.
Mammillaria lasiacantha не виявлена в жодній з природоохоронних територій.
У Мексиці ця рослина занесена до національного переліку видів, що перебувають під загрозою зникнення, де вона включена до категорії «під загрозою зникнення».
Охороняється Конвенцією про міжнародну торгівлю видами дикої фауни і флори, що перебувають під загрозою зникнення (CITES).

## Використання
Mammillaria lasiacantha незаконно збирають і вирощують як декоративну рослину.

## Підвиди

### Mammillaria lasiacanthasuhsp.lasiacantha

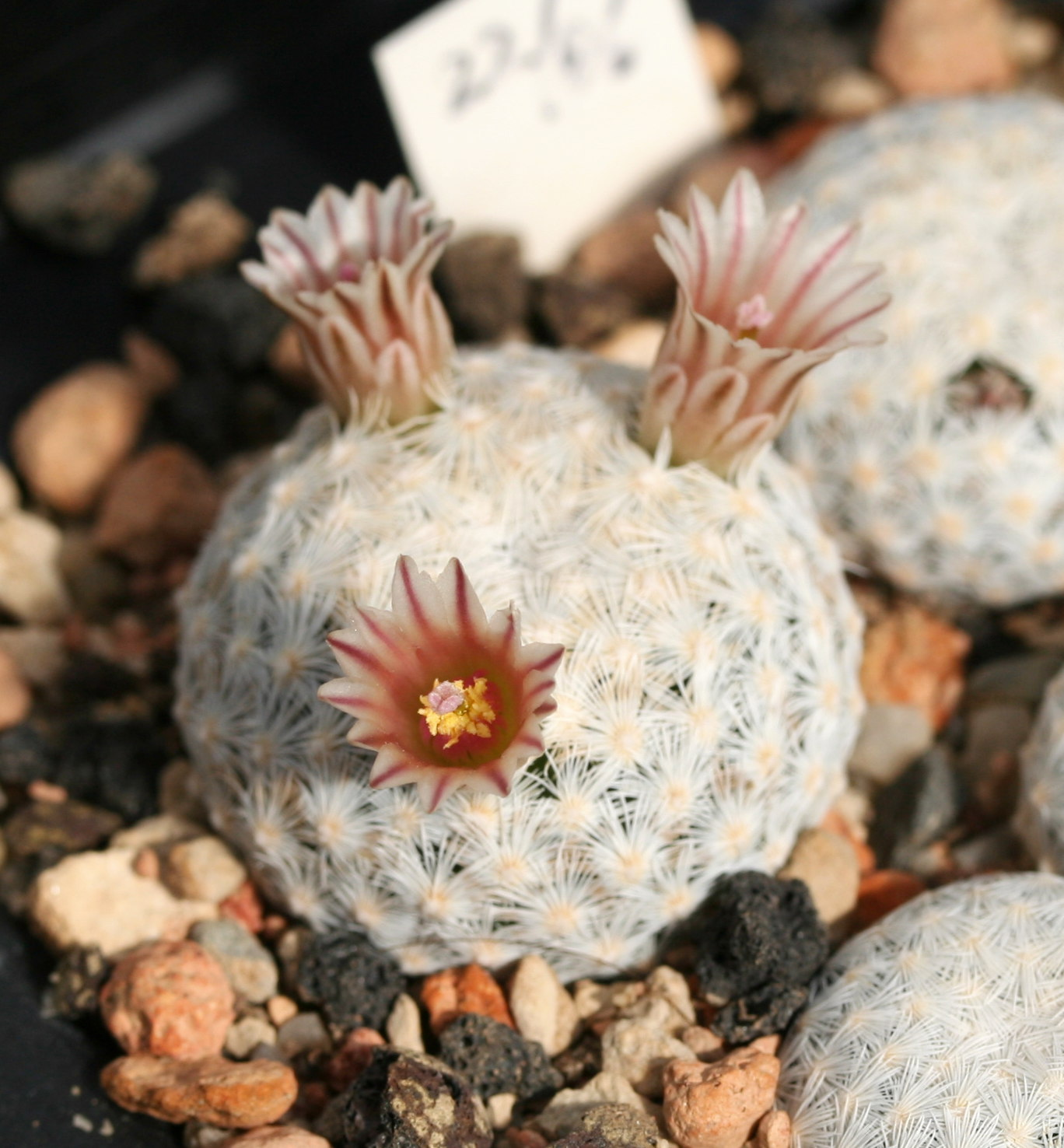
Mammillaria lasiacantha suhsp. egregia

| Орган             | Опис                                                               |
| Радіальні колючки | 40-80, вапняно-білого відтінку, що знаходяться близько від стебла. |
| Ареал зростання   | Ареал зростання широко розповсюджені по всьому ареалу виду.        |

### Mammillaria lasiacantha suhsp. egregia
| Орган             | Опис                                            |
| Стебло            | з віком може ставати деякою мірою циліндричним. |
| Радіальні колючки | приблизно 50.                                   |
| Квіти             | мають тенденцію до коричневого відтінку.        |
| Ареал зростання   | широко розповсюджені по всьому ареалу виду.     |

### Mammillaria lasiacantha subsp. hyalina
| Орган             | Опис                 |
| Радіальні колючки | тільки 26-36.        |
| Ареал зростання   | Мексика (Сакатекас). |